# PostScript
PostScript (PS) este un limbaj de descriere a paginilor și un limbaj de programare folosit în principal în desktop publishing (crearea asistată de calculator a documentelor pentru tipărit).